# Шелашниково
Шелашниково — железнодорожная станция (тип населенного пункта) в Шенталинском районе Самарской области в составе сельского поселения Васильевка.

## География
Находится на расстоянии примерно 25 километров по прямой на юго-восток от районного центра станции Шентала.

## Население
| 2010 |
| ---- |
| 23   |

Постоянное население составляло 54 человека (русские 65 %) в 2002 году, 23 в 2010 году.